# Eriosema rhynchosioides
Eriosema rhynchosioides är en ärtväxtart som beskrevs av John Gilbert Baker. Eriosema rhynchosioides ingår i släktet Eriosema och familjen ärtväxter. Inga underarter finns listade i Catalogue of Life.